# John Isner – Nicolas Mahut (Wimbledon 2010)

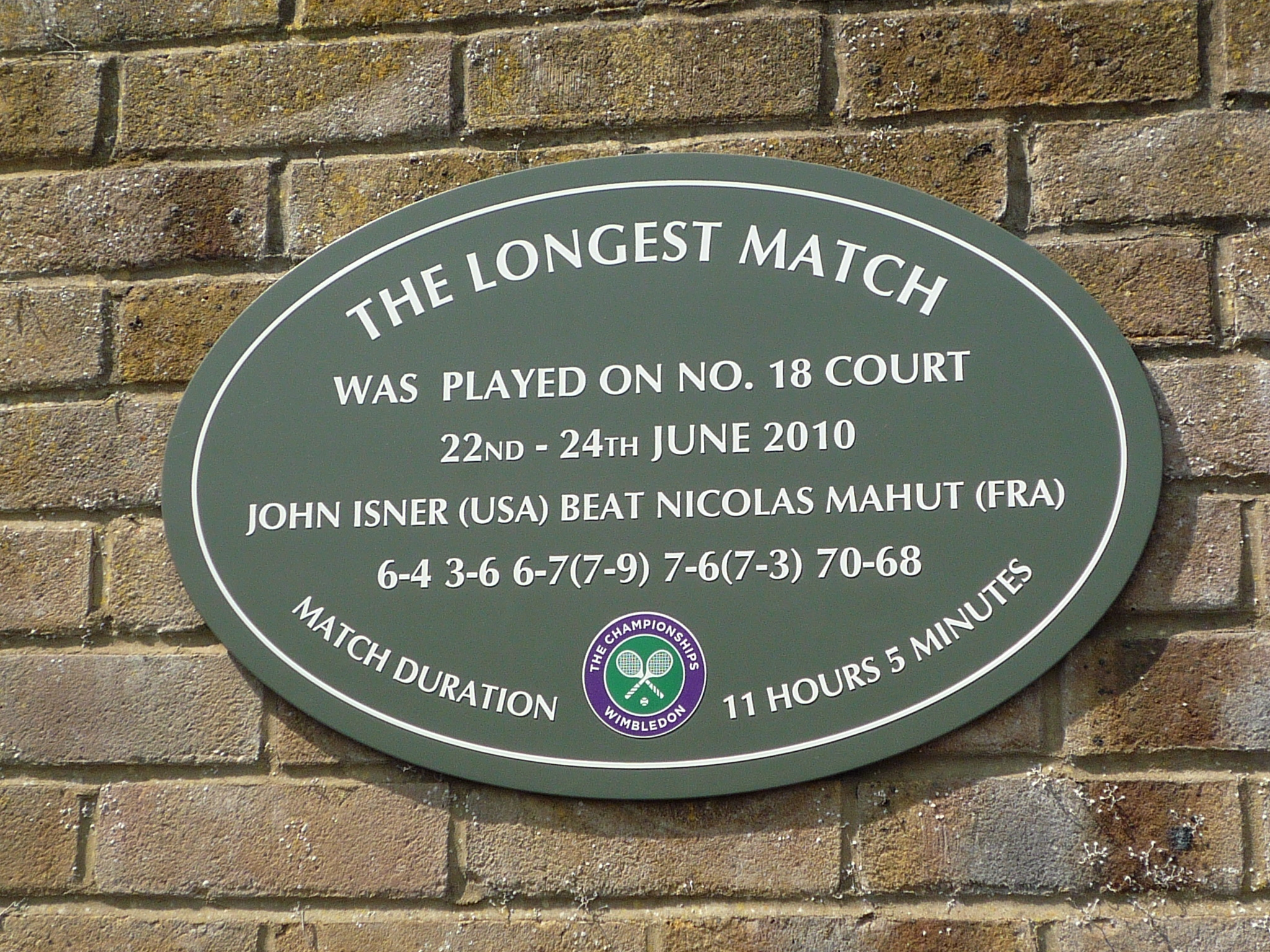
Plakette auf dem Court No. 18 von Wimbledon

John Isner gegen Nicolas Mahut war eine Erstrundenbegegnung beim Tennis-Grand-Slam-Turnier in Wimbledon im Jahr 2010. Das Match begann am 22. Juni und zog sich über drei Tage hin. Mit einer Länge von insgesamt 11 Stunden und 5 Minuten reiner Spielzeit ist es die mit großem Abstand längste Begegnung der Tennis-Geschichte. Das Endergebnis lautete 6:4, 3:6, 6:7 (7:9), 7:6 (7:3) und 70:68 für Isner.

## Die Spieler

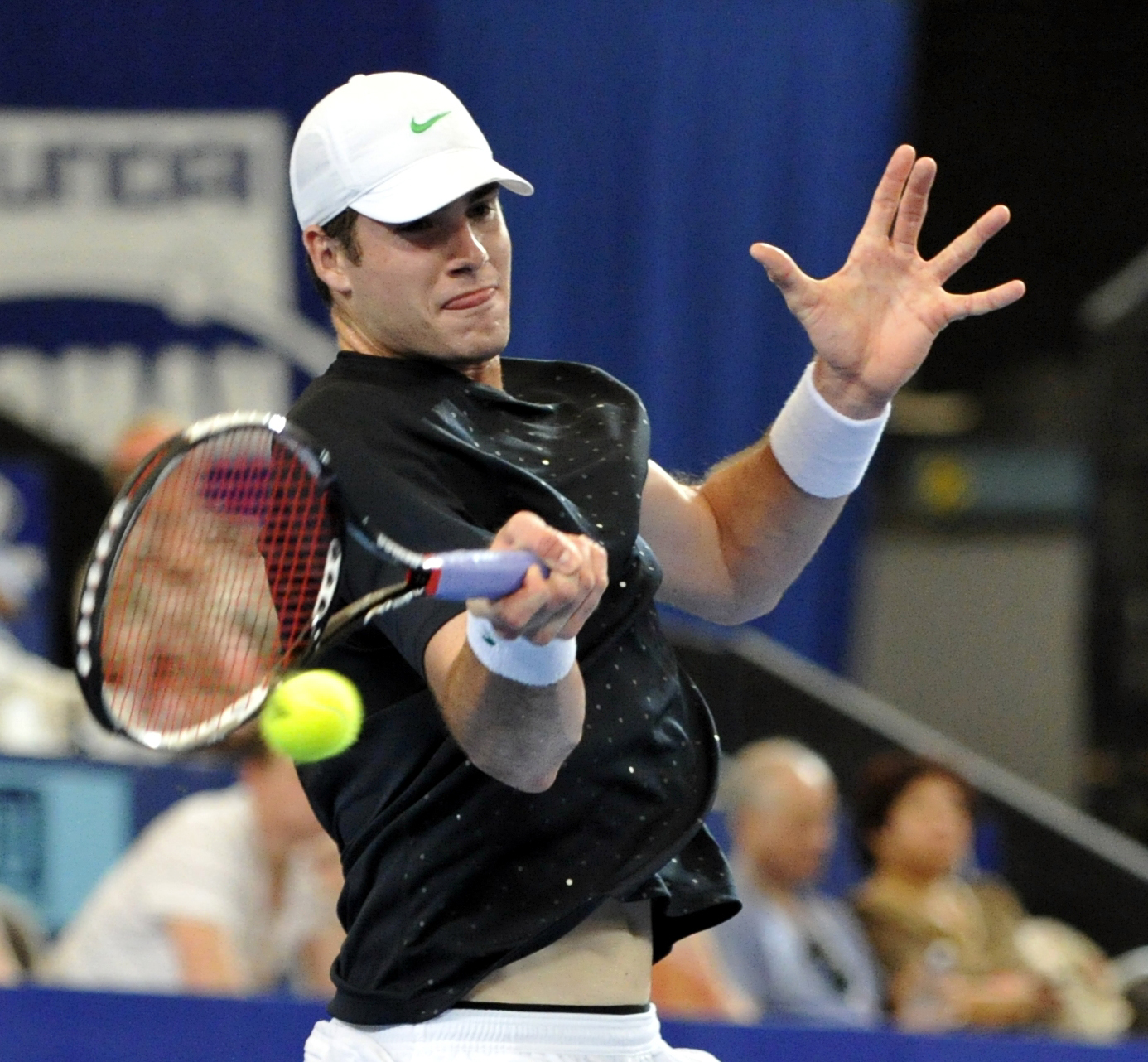
John Isner, 2009

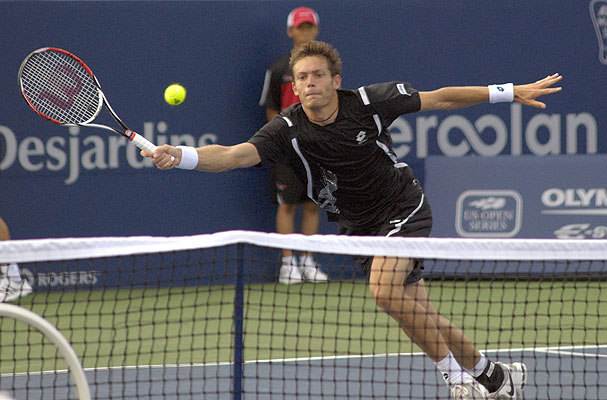
Nicolas Mahut, 2008

Der damals 25-jährige US-Amerikaner John Isner startete als an Nummer 23 gesetzter Spieler in das Turnier, seine Weltranglistenposition war Platz 19. Der drei Jahre ältere Franzose Nicolas Mahut startete als 149. der Weltrangliste und musste zunächst in die Qualifikation, wo er sich gegen Frank Dancevic (6:3, 6:0), Alex Bogdanovic (3:6, 6:3, 24:22) und Stefan Koubek (6:7 (8:10), 3:6, 6:3, 6:4, 6:4) durchsetzte.
Im Jahr 2000 hatte Mahut das Juniorenturnier in Wimbledon gewonnen. Im Finale schlug er Mario Ančić. Mahuts bestes Wimbledon-Ergebnis bei den Profis war das Erreichen der dritten Runde im Jahr 2006. Isner war zuvor stets in der ersten Runde gescheitert.
Beide Spieler, vor allem der 2,08 Meter große Isner, galten schon vor dem Spiel als starke Aufschläger, was sich besonders im fünften Satz als wichtiger Faktor für die Dauer des Matches erweisen sollte. Das bis dahin einzige Aufeinandertreffen der beiden hatte Mahut 2008 beim Rasenturnier im Londoner Queen’s Club mit 7:5 und 6:4 für sich entschieden.

## Verlauf
Das Match begann am 22. Juni 2010 um 18:08 Uhr britischer Sommerzeit auf einem der kleinsten Plätze des All England Lawn Tennis and Croquet Club, dem Court 18, der 782 Zuschauern Platz bietet, und wurde um 21:07 Uhr wegen Dunkelheit abgebrochen. Zu dem Zeitpunkt hatten Isner und Mahut in einer sehr ausgeglichenen Partie je zwei Sätze gewonnen, davon jeder einen im Tie-Break. Bis dahin waren 174 Minuten absolviert. Das Match wurde am 23. Juni um 14:05 Uhr auf demselben Court fortgesetzt. Der fünfte Satz ging beim Stand von 6:6 nicht in den Tie-Break; vielmehr kam die bei diesem Turnier übliche Regel zur Anwendung, dass in diesem entscheidenden Satz so lange gespielt wird, bis einer der Akteure zwei Spiele Vorsprung hat. Beim Stand von 10:9 und 33:32 hatte Isner die ersten Matchbälle, die Mahut jedoch abwehren konnte. Um 17:45 Uhr wurde der bisherige Rekord des längsten Tennismatches eingestellt. Beim Stand von 47:47 versagte die elektronische Anzeigetafel. Um 21:13 Uhr wurde das Match dann nach insgesamt 10 Stunden Spielzeit beim Stand von 59:59 zum zweiten Mal wegen Dunkelheit unterbrochen, nachdem Mahut unmittelbar davor erneut einen Matchball abgewehrt hatte.
Begleitet von einem riesigen Medien- und Zuschauerinteresse wurde das Match am 24. Juni um 15:43 Uhr fortgesetzt. Da ein Match laut den ITF-Tennisregeln auf dem Platz, auf dem es begonnen wurde, zu Ende gespielt werden muss, so als hätte es keine Unterbrechung gegeben, konnte das Spiel nicht auf einen größeren Platz verlegt werden. Im ersten Aufschlagspiel nach der Fortsetzung schlug John Isner sein 100. Ass in der Partie, beim Stand von 62:61 gelang dasselbe auch Mahut. Im 20. Spiel nach Wiederbeginn gelang Isner schließlich das erste Break im fünften Satz zum 70:68 und damit zum Sieg.

## Rekorde (Auswahl)
- Längstes Tennismatch der Geschichte (11 Stunden 5 Minuten). Der vorherige Rekord lag bei 6 Stunden, 33 Minuten, aufgestellt von Fabrice Santoro und Arnaud Clément bei den French Open 2004, ebenfalls ein Erstrunden-Match.[10]
- Der längste Satz (8 Stunden 11 Minuten, somit länger als das bisherige längste Match). Vorheriger Rekord: Andy Roddick 21:19 gegen Younes El Aynaoui (4:6, 7:6, 4:6, 6:4, 21:19) bei den Australian Open 2003 (4 Stunden 59 Minuten; davon der 5. Satz: 2 Stunden 23 Minuten).[11]
- Die meisten Spiele innerhalb eines Matches (183). 1969 hatte Pancho Gonzales in Wimbledon Charlie Pasarell (damals ohne Tie-Break) 22:24, 1:6, 16:14, 6:3, 11:9 geschlagen (112 Spiele).[12]
- Die meisten Asse eines Spielers in einem Match (John Isner 113, Nicolas Mahut 103). Vorheriger Rekordträger war Ivo Karlović mit 78 Assen 2009 im Davis Cup gegen Radek Štěpánek.[13]

## Reaktionen
Schon am Abend des 23. Juni war das Match auf dem Gelände des Turniers auch unter prominenten Spielern Gesprächsthema Nummer eins. Novak Đoković erklärte: „Ich bin höchst erstaunt, dass beide ihren Aufschlag den ganzen Tag über so konstant halten konnten. Es ist unglaublich, man muss vor beiden den Hut ziehen.“ Der achtfache Wimbledon-Gewinner Roger Federer kommentierte Isners Spiel während der Partie wie folgt: „John [Isner] bewegt sich kaum mehr, ist aber nach wie vor in der Lage, gute Aufschläge zu bringen, wenn er muss. Ich weiß nicht mehr, ob ich geweint oder gelacht habe. Es war zu viel für mich.“ Und weiter: „So etwas habe ich noch nie erlebt. Einer wird verlieren, aber in diesem Match werden beide Gewinner sein.“
In einem Interview direkt nach dem Spiel äußerte Isner, dass es ärgerlich sei, dass es überhaupt einen Verlierer geben müsse. Mahut bezeichnete Isner als verdienten Sieger.
Die internationale Presse bedachte das Spiel mit zahlreichen Superlativen. Die französische Sportzeitung L’Équipe sprach von einem „historischen Moment“. Die spanische Marca sah Isner als Sieger des „Spiels der Rekorde“. Das deutsche Magazin Focus sah, bezugnehmend auf die gleichzeitig stattfindende Fußball-Weltmeisterschaft 2010 in Südafrika, gar den „Tennisgott“ über „König Fußball“ triumphieren – „wenigstens für ein paar Stunden“.

## Auszeichnungen

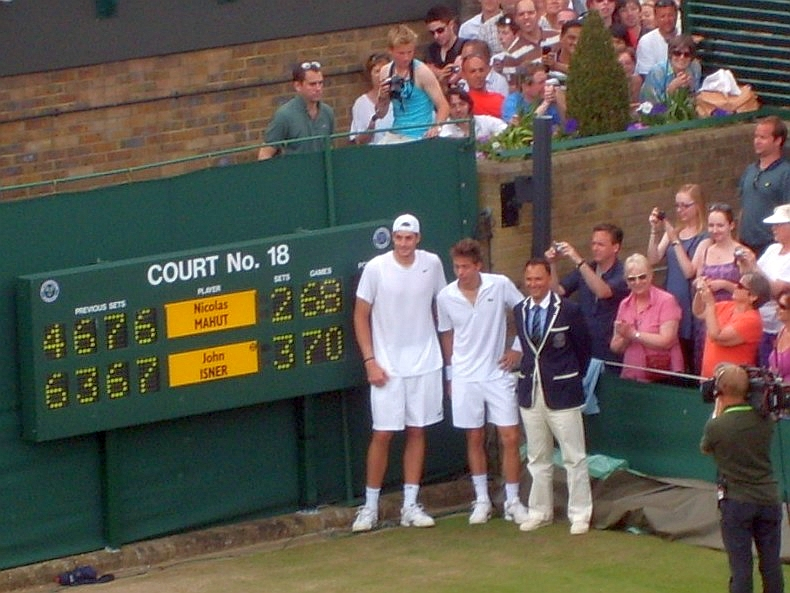
John Isner, Nicolas Mahut und Mohamed Lahyani vor dem Scoreboard

Die Organisatoren des Turniers ehrten beide Spieler sowie den Stuhlschiedsrichter Mohamed Lahyani nach dem Match mit einer kurzfristig ins Leben gerufenen Auszeichnung. Die Preise wurden von Ann Haydon-Jones und Tim Henman überreicht.
Die International Tennis Hall of Fame nahm die Schläger der beiden Kontrahenten in ihre Museumssammlung auf.

## Weiterer Turnierverlauf und Aufeinandertreffen ein Jahr später
In der zweiten Runde traf Isner auf den 21-jährigen Niederländer Thiemo de Bakker, der selbst ein ungewöhnlich langes Erstrundenmatch – 4 Stunden und 6 Minuten – gegen den Kolumbianer Santiago Giraldo bestritten hatte (6:7, 6:4, 6:3, 5:7 und 16:14). Isner unterlag mit 0:6, 3:6 und 2:6. Das Match dauerte 74 Minuten und war damit das bis dahin kürzeste im Turnierverlauf. Der erste Satz dauerte nur 16 Minuten. Isner schlug während dieser Partie kein einziges Ass.
Ein Jahr später trafen Isner und Mahut erneut in der ersten Hauptrunde des Wimbledonturniers aufeinander, was auf ein breites Medienecho stieß. Auch diese Partie konnte Isner – dieses Mal in drei Sätzen – mit 7:6 (7:4), 6:2 und 7:6 (8:6) für sich entscheiden.